# Endemol
Endemol B.V. bila je nizozemska medijska tvrtka koja je proizvodila i distribuirala televizijske zabavne sadržaje. Tvrtka je godišnje proizvela više od 15.000 sati programa u scenarijskim i ne-scenarističkim žanrovima, uključujući dramu, reality TV, komedije, igrane emisije, zabavu, činjenične i dječje programe.
Podružnice ima u 31 državi s preko 300 emitera, digitalnih platformi i korisnika licence širom svijeta. Posao je obuhvaćao razvoj, proizvodnju, marketing, distribuciju, upravljanje franšizom i inicijative na više platformi, uključujući digitalni video, igre i aplikacije. Većinski udio u tvrtki ima talijanska medijska tvrtka Mediaset. Od spajanja, Endemol je postao dio Shide Group te se od tada koristi novi logo i novo ime, Endemol Shine Group.
Endemol je stvorio i vodio franšize za stvarnost, talente i igre, diljem svijeta, uključujući Big Brother, Uzmi ili ostavi, Fear Factor i Wipeout. U Hrvatskoj, najpoznatija emisije su Big Brother (Hrvatska) (RTL), 1 protiv 100 (HTV), Kolo sreće (HTV), Anime de trening vježbe (HTV).
Tvrtka također ima portfelj drame i humoristične serije. 

## Vanjske poveznice
- http://www.endemol.com/